# Michele de Jorio
Michele de Jorio (Procida, 18 ottobre 1738 – Procida, 13 febbraio 1806) è stato un giurista, avvocato e magistrato italiano.

## Biografia
Fu giureconsulto, avvocato e magistrato del Regno di Napoli, fino a raggiungere la carica di presidente del Sacro Regio Consiglio. La sua opera più celebre è il Codice Ferdinando o codice marittimo compilato per ordine di S.M. Ferdinando IV, re delle Due Sicilie, il codice di diritto marittimo compilato nel 1779 su incarico dell'omonimo sovrano. L'opera, redatta in quattro tomi per un totale di 2411 pagine, fu stampata in soli venticinque esemplari per essere sottoposta agli organi di governo e richiese due anni di duro lavoro, ma non fu mai promulgata. Lo stesso magistrato scrisse anche il Codice corallino, il primo regolamento borbonico sulla pesca e il commercio del corallo. Nel 1798 De Jorio ottenne la cattedra universitaria di commercio, per cui scrisse un manuale – La giurisprudenza del commercio (1799) – in quattro volumi, in cui affronta i problemi economici e legali legati al commercio via terra.

## Opere
- La giurisprudenza del commercio, vol. 1, Napoli, Di Simone, 1799.
- La giurisprudenza del commercio, vol. 2, Napoli, Di Simone, 1799.
- La giurisprudenza del commercio, vol. 3, Napoli, Di Simone, 1799.
- La giurisprudenza del commercio, vol. 4, Napoli, Di Simone, 1799.